# Davide Bendinelli
Davide Bendinelli (Caprino Veronese, 19 ottobre 1974) è un politico italiano, è stato deputato alla Camera nella XVIII legislatura della Repubblica Italiana, eletto con Forza Italia per poi passare nel 2019 ad Italia Viva.

## Biografia
Nato a Caprino Veronese (Verona), laureato in economia e commercio, s'iscrive a Forza Italia e dal 1999 al 2004 è stato assessore al turismo nella giunta provinciale di Verona presieduta da Aleardo Merlin. 
Alle elezioni comunali in Veneto del 2001 si candida a sindaco del comune di Garda, sostenuto da una lista civica, venendo eletto sindaco con il 64,81% dei voti. Alla successiva tornata elettorale del 2006 viene riconfermato primo cittadino con l'80,97%.
Alle elezioni amministrative del 2004 si candida al consiglio provinciale di Verona, tra le liste di Forza Italia nel collegio di Bardolino a sostegno del candidato presidente del centro-destra Elio Mosele, venendo eletto consigliere provinciale con il 37,18% dei voti e, in seguito, nominato assessore provinciale all'Edilizia e al Patrimonio nella giunta presieduta da Mosele.
Nel 2009 aderisce alla confuenza di Forza Italia nel Popolo delle Libertà, con cui alle elezioni regionali in Veneto del 2010 si candida tra le sue liste, nella mozione del ministro delle politiche agricole, alimentari e forestali Luca Zaia, venendo eletto nella circoscrizione di Verona con 24.580 preferenze in consiglio regionale del Veneto, dove presiede la 4ª Commissione consiliare.
Il 16 novembre 2013, con la sospensione delle attività del Popolo della Libertà, aderisce alla rinata Forza Italia di Silvio Berlusconi, divenendo vice-coordinatore regionale in Veneto e coordinatore provinciale del partito.
Il 4 ottobre 2014 viene nominato assessore con delega ai servizi sociali nella giunta regionale del Veneto presieduta da Zaia.
Non è rieletto nella medesima circoscrizione nelle liste di Forza Italia alle elezioni regionali in Veneto del 2015, quando le 7.210 preferenze non sono sufficienti per ottenere un seggio.
Dopo essere stato consigliere comunale dal 2011 al 2016, alle elezioni amministrative del 2016 è rieletto sindaco di Garda con il 52,68%, sarà riconfermato nel 2021 con il 72,78%.
Alle elezioni politiche del 2018 viene candidato alla Camera dei deputati nel collegio uninominale Veneto 2 - 11 (Villafranca di Verona), sostenuto dalla coalizione di centro-destra in quota Forza Italia, venendo eletto deputato con il 50,52% dei voti e superando i candidati del Movimento 5 Stelle Francesca Businarolo (25,56%) e del centro-sinistra Isabella Roveroni (16,51%). Tuttavia, decide di proseguire anche il suo incarico di sindaco.
È stato coordinatore regionale di Forza Italia in Veneto dal 31 ottobre 2018 al 19 novembre 2019.
Il 12 dicembre 2019 annuncia l'abbandono di Forza Italia e il passaggio ad Italia Viva, partito fondato da Matteo Renzi di stampo liberale e centrista, di cui diventa coordinatore regionale in Veneto, assieme a Martina Cancian, e confermato come coordinatore unico nel 2023.
Alle elezioni politiche anticipate del 2022 viene ricandidato alla Camera per la lista elettorale Azione - Italia Viva, sia nel collegio uninominale Veneto 2 - 07 (Villafranca di Verona) che nei collegi plurinominali Veneto 2 - 01 e Veneto 2 - 03 in seconda posizione dietro a Elena Bonetti; nell'uninominale ottiene il 7,33% dei voti e viene nettamente sconfitto del candidato del centro-destra, in quota Fratelli d'Italia, Ciro Maschio (64,42%) e superato con più del doppio da quello del centro-sinistra Federica Foglia (16,97%), mentre nel plurinominale risulta non eletto, rimanendo quindi escluso dal Parlamento della XIX legislatura.
Nel maggio del 2024, in occasione delle elezioni europee, viene candidato per la lista di scopo Stati Uniti d'Europa (costituita da +Europa, Italia Viva e altri partiti) nella circoscrizione nord-orientale. Con oltre 7.600 preferenze si piazza secondo ma la lista non supera la soglia di sbarramento.